# Proacidalia arvernensis
Proacidalia arvernensis är en fjärilsart som beskrevs av Bramson 1890. Proacidalia arvernensis ingår i släktet Proacidalia och familjen praktfjärilar. Inga underarter finns listade i Catalogue of Life.